# Пітер Кодво Аппіах Тарксон
Його Високопреосвященство Пітер Кодво Аппіах Тарксон (англ. Peter Kodwo Appiah Turkson; нар. 11 жовтня 1948, Вассау Нсута) — Ганський кардинал Римо-Католицької церкви. Голова Папської Ради Справедливості і Миру, призначений Папою Бенедиктом XVI 24 жовтня 2009 року. До цього був Архієпископом Кейп-Кости, за призначенням Івана Павла II у 2003 році. Кардинал-священник церкви Сан Ліборіо в Римі.

## Дитинство
Пітер Тарксон народився 11 жовтня 1948 року, в християнській родині в британській колонії Золотий берег, в маленькому містечку Нсута (англ. Nsuta), нині — округ Васса Вест в Західному регіоні Гани, Нсута відноситься до дієцезії міста Секонді-Такораді. Його батько — католик, мати була методитисткою, проте після одруження прийняла католицтво. Дядько по батькові — мусульманин.
Пітер народився четвертим в десятидітній сім'ї. Тепер у нього понад 30 племінників та племінниць. Згідно з аканською традицією, подібно до своїх братів та сестер друге ім'я він отримав на честь дня тижня, якого народився. Кодво (акан Kodwo) в перекладі — хлопчик народжений в понеділок. 

## Освіта
Навчався в початковій семінарії Святої Терези поблизу міста Ельміна (Центральна область, Гана), згодом неодноразово допомагав семінарії.
Надалі вивчав філософію в Регіональній семінарії Святого Петра в місті Кейп-Кост (Центральна область, Гана). Надалі було навчання в США — в Семінарії Святого Антонія на Гудзоні (англ. St. Anthony-on-Hudson, містечко Ренсселер, штат Нью-Йорк), де Тарксон здобув ступінь бакалавра з теології. Та 20 липня 1975 року в Гані, був висвячений на священника.
Через рік почав дослідження в Папському Біблійному Інституті в Римі (Італія), де студіювався в 1976—80 роках. Та продовжив студії в 1987—92 роках. Проте докторський ступінь не здобув, бо був призначений на єпископа в Кейп-Кост.

## Релігійна кар'єра
Після здобуття бакалавра 20 липня 1975 року Пітер К.Аппіах був рукопокладенний архієпископом Кейп-Костським Джоном Кодво Аміссахом на сан священника.
Після смерті архієпископа Джона К. Аміссаха (22 вересня 1991 року), папа Іван-Павло II 6 жовтня 1992 року хіротонізував Тарксона на архієпископа дієцезії Кейп-Кост. Урочисте посвячення відбулося 27 березня 1993 року в катедральному соборі Святого Франциска Салезьського (фр. François de Sales) в місті Кейп-Кост (Центральна область, Гана). Месу провів архієпископ Аккрський Домінік Кодво Андох у співслужінні архієпископів Тамальського — Пітера Пореку Дері та Кумаського — Пітера Квасі Сарпонга.
21 жовтня 2003 року Іван Павло II на консисторії звів Тарксона до рангу кардинал-священника, та призначив його в титулярну римську церковну округу Св. Ліборіо. Тарксон став першим кардиналом в історії своєї країни. Після смерті папи брав участь у конклаві 18—19 березня 2005 року, на якому було обрано папу Бенедикта XVI.